# 阿普爾克里克鎮區 (密蘇里州開普吉拉多縣)
阿普爾克里克鎮區（英語：Apple Creek Township）是位於美國密蘇里州開普吉拉多縣的一個行政鎮區。

## 地方資料
阿普爾克里克鎮區的面積為215.96平方千米，當中陸地面積為215.84平方千米，而水域面積為0.12平方千米。根據2020年美國人口普查的數據，當地共有人口2096人，而人口密度為每平方千米9.71人。